# Римский-Корсаков, Александр Александрович
Алекса́ндр Алекса́ндрович Ри́мский-Ко́рсаков (1849—1922) — русский судебный и государственный деятель, участник правомонархического движения.

## Биография
Александр Александрович Римский-Корсаков родился в Тверской губернии. Окончил в 1871 году юридический факультет Московского университета со степенью кандидата прав. Служил в уголовном отделении Министерства юстиции — временным судебным следователем по Виленской губернии, товарищем прокурора окружного суда в Гродненской, Пермской, Варшавской губерниях. В 1879 году был назначен прокурором Седлецкого окружного суда, затем служил прокурором во Пскове. С 1885 года был членом Киевской, а затем Виленской судебной палаты, с 1898 по 1903 год членом Санкт-Петербургской судебной палаты.
В 1903 году назначен витебским губернским предводителем дворянства, а 5 октября 1905 года назначен на должность ярославского губернатора. 27 февраля 1907 года пережил покушение, организованное местной эсеровской организацией (покушение не удалось из-за осечки пистолета). В 1909 году был из-за правых убеждений переведён Петром Столыпиным на должность сенатора. Римский-Корсаков пользовался большой популярностью среди местных монархистов, он был избран почётным гражданином Ярославля, получил участок земли в Ярославской губернии (уже владея имением в Витебской губернии, где организовал образцовое хозяйство).
Римский-Корсаков был избран членом комитета правления Союза русских православных людей в Шуе и уездах Владимирской губернии. Помимо всего, состоял шталмейстером Двора Его Императорского Величества, членом Государственного совета (примыкая к группе правых), почётным мировым судьёй Лепельского уезда Витебской губернии, членом комиссии по сооружению собора Святой Троицы в Петрограде.
Весомый вклад Римский-Корсаков внёс в развитие правого движения в Российской империи. Он состоял членом совета Русского собрания, с 1913 года был заведующим пятничными докладами до 1915 года, когда вышел из состава Русского собрания, будучи несогласен с отходом организации от политической деятельности. В 1909—1910 годах являлся товарищем председателя Главного совета Союза русского народа (СРН), во время раскола Союза поддержал Николая Маркова. Участвовал в IV Всероссийском съезде СРН и V Всероссийском съезде русских людей, был избран председателем Съезда русских людей в 1913 году. Римский-Корсаков был также председателем Комитета монархических организаций по устройству празднования 300-летия дома Романовых, посещал монархический салоны генерала Евгения Богдановича и князя Владимира Мещерского. После их смерти новый конспиративный монархический кружок образовался вокруг самого Римского-Корсакова.
Во время Первой мировой войны стал одним из основателей Российского общества попечения о беженцах православного вероисповедания, участвовал в «монархических совещаниях», организуемых монархическими партиями. В ноябре 1916 года кружок Римского-Корсакова составил «записки» на имя императора и руководителей правительства, содержавшие рекомендации по устранению смуты в стране (среди авторов «записок» называют как самого Римского-Корсакова, так и Михаила Говорухо-Отрока). Февральский переворот стал концом деятельности кружка. Римский-Корсаков уехал в своё имение в Витебской губернии. Он поддержал выступление генерала Корнилова, был арестован и некоторое время пробыл в заключении. После Октябрьской революции переехал в Москву, где проводил собрания монархистов на своей квартире и пытался найти способы спасения царской семьи и развития Белого движения. В 1918 году уехал в Ригу, участвовал в походе генерала Юденича на Петроград.
С 1920 года находился в эмиграции в Берлине. Там активно участвовал в деятельности русского монархического сообщества — был председателем Русского общественного собрания и Русского комитета, состоял членом Совета объединённых русских организаций. Принял участие в Рейхенгалльском съезде монархистов, был избран первым товарищем председателя съезда. Умер 26 сентября 1922 года в Берлине, похоронен на русском кладбище Тегель.

## Награды
- Орден Святого Станислава 1-й ст. (1903)
- Орден Святой Анны 1-й ст. (1905)
- Орден Святого Владимира 2-й ст (1910)
- Орден Белого Орла
- Медаль «В память царствования императора Александра III»
- Медаль «В память 300-летия царствования дома Романовых» (1913)